# Новая Васильевка (Башкортостан)
Но́вая Васи́льевка (баш. Яңы Васильевка) — деревня в Стерлитамакском районе Республики Башкортостан Российской Федерации. Входит в состав Аючевского сельсовета. 

## История
Основана на вотчинных землях башкир д.Кусяпкулово Юрматынской вол. Стерлитамакского уезда переселенцами из Пензенской иТамбовской губ. по купчей 1890

## География

### Географическое положение
Расстояние до:
- районного центра (Стерлитамак): 22 км,
- центра сельсовета (Аючево): 9 км,
- ближайшей ж/д станции (Стерлитамак): 22 км.

## Население
| 2002 | 2009 | 2010 |
| ---- | ---- | ---- |
| 236  | ↗255 | ↘246 |

Национальный состав
Согласно переписи 2002 года, преобладающие национальности — башкиры (54 %), русские (27 %).